# Knut Sandler

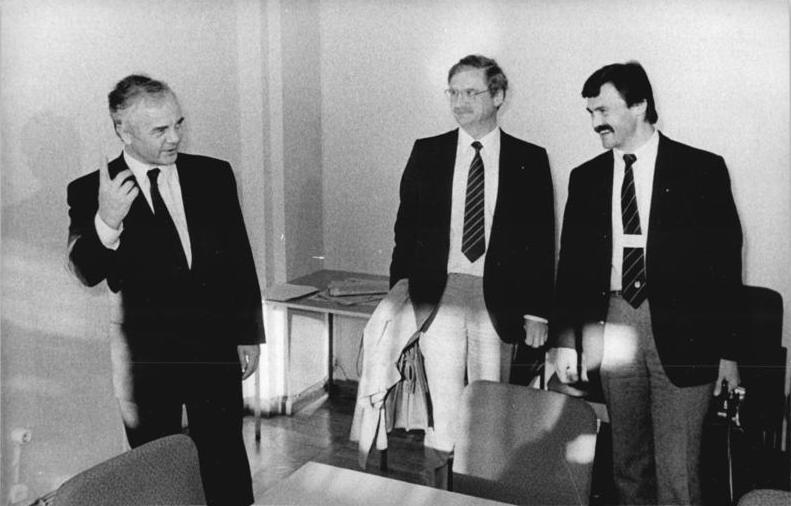
Knut Sandler (Mitte) mit Manfred Stolpe und Rainer Siebert (1990)

Knut Sandler (* 12. Oktober 1943 in Potsdam) ist ein deutscher Ingenieur und Politiker (FDP).

## Leben
Sandler arbeitete bis 1963 zunächst als Diesellokschlosser in Potsdam. Danach nahm er ein Studium an der Technischen Universität Dresden auf, das er 1968 mit der Prüfung als Diplom-Ingenieur beendete. Er war von 1968 bis 1979 als wissenschaftlicher Mitarbeiter am Institut für Landtechnik in Potsdam-Bornim tätig, promovierte 1976 in Dresden zum Dr.-Ing. und arbeitete von 1979 bis 1988 als Abteilungsleiter am Zentralinstitut für Physik der Erde in Potsdam. Nach seiner Habilitation (Dr.-Ing. habil.) 1988 an der Akademie der Wissenschaften der DDR in Berlin wirkte er bis 1990 als Abteilungsleiter an der Forschungsstelle für Hochdruckforschung in Potsdam. Während seiner Forschungstätigkeit konnte er mehrere Patente anmelden. Heute (2008) ist er Aufsichtsratsvorsitzender der Potsdamer Wohnungsbaugenossenschaft e.G.
Knut Sandler ist seit 1968 verheiratet und hat einen Sohn.

## Politik
Sandler trat 1990 in die FDP ein und war 1990/91 Landesvorsitzender der Freidemokraten in Brandenburg. Von 1990 bis 1992 amtierte er als Staatssekretär im Ministerium für Wirtschaft, Mittelstand und Technologie des Landes Brandenburg.
| Personendaten    | Personendaten                           |
| ---------------- | --------------------------------------- |
| NAME             | Sandler, Knut                           |
| KURZBESCHREIBUNG | deutscher Ingenieur und Politiker (FDP) |
| GEBURTSDATUM     | 12. Oktober 1943                        |
| GEBURTSORT       | Potsdam                                 |